# Johannes Thummerer
Johannes Anton Thummerer (17. prosince 1888 Mariánské Lázně, Rakousko-Uhersko – 31. října 1921 Lipsko) byl německý knihovník a spisovatel a autor prací o literatuře.

## Život

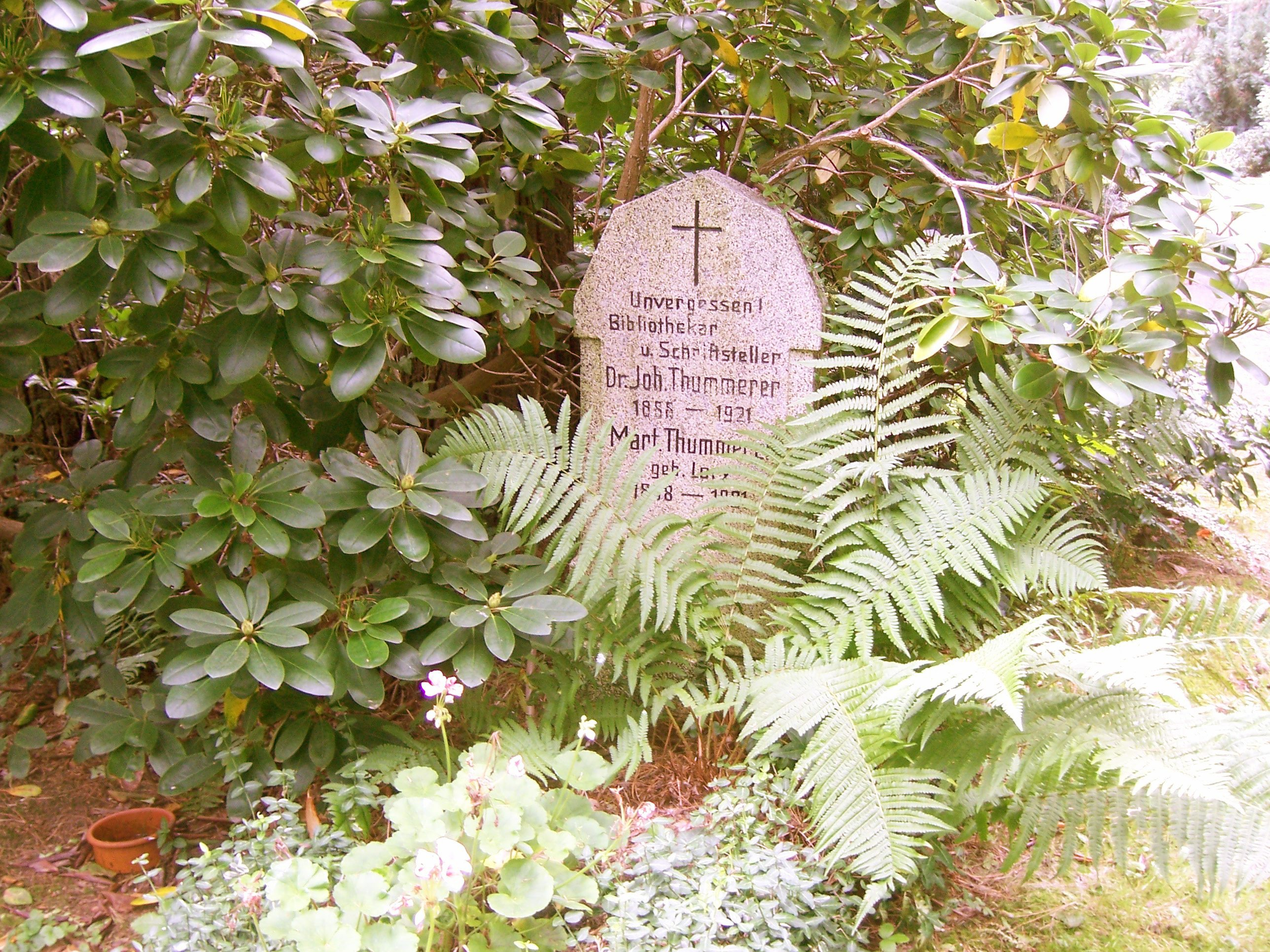
Hrob Johannese Thummerera

Johannes Thummerer se narodil v Mariánských Lázních, navštěvoval Gymnázium v Chomutově (Komotau) a poté pokračoval ve studiu na Univerzita Karlově v Praze. Studium úspěšně zakončil a promoval s titulem Dr. phil.
Působil jako knihovník knížecího rodu Thurn und Taxis na zámku Duino u Terstu. Zde se seznámil s básníkem Rainerem Maria Rilkem, který zde pobýval. Rilkeho dílo na Thummerera silně zapůsobilo a stalo se jeho vzorem. Později se Thummerer usadil v Lipsku a pracoval jako knihovník zdejší Deutsche Bücherei, předchůdce a součásti dnešní Německé národní knihovny. V Lipsku se Thummerer oženil, z manželství vzešly dvě dcery, z nichž se ale jen jedna dožila dospělosti.
Ve věku 33 let zemřel Johannes Thummerer 31. října 1921 na tuberkulózu, kterou se nakazil během první světové války. Pohřben byl, stejně jako jeho žena, na hřbitově Südfriedhof v Lipsku.
Některá díla nebyla za jeho života vydána, mimo jiné Der Herr aus dem Spiegel, Die schwarze Stadt a Der Scheibenputzer Joachim Janke. Ačkoliv Thummererovy literární příspěvky spadají do období pozdního impresionismu; je však, stejně jako jeho kolega Viktor Hadwiger, řazen k autorům raného expresionismu.

## Dílo
výběr
- Gerhart Hauptmann. Zu des Dichters 50. Geburtstage (1912)
- Hannerle. Ein Blindenroman (1915)
- Lieb Vaterland magst ruhig sein. Eine bunte Reihe neuer Kriegs- u. Soldatenlieder (1915)
- Das Barbiermädel. Soldatenroman aus Österreich (1916)
- Die tanzende Familie Holderbusch. Ein Volksroman aus Österreich (1918)
- Lebensmittelmarken. In: Börsenblatt für den Deutschen Buchhandel (1917)
- Kriegszeitungen der Korporationen. In: Börsenblatt f d. Deutschen Buchhandel (1917)
- Kriegsbilder-Ausstellung. In: Börsenblatt für den Deutschen Buchhandel (1917)
- Feldzeitungen. In: Börsenblatt für den Deutschen Buchhandel (1918)
- Die naturphilosophisch-romantische Auffassung des Menschen als Vereinigung von *Körper und Geist bei Heinrich Heine (1919)
- Krämer und Seelen. Ein deutscher Großstadtroman (1920)
- Menschen, Städte, Feierklang. Gedichte (1920)
- Rainer Maria Rilke. Festschrift (1921)
- Der letzte Brief des Grafen von B. (1909)